# Can Cisa (el Masnou)
Can Cisa és una casa del Masnou (Maresme).

## Descripció
Conjunt de construccions format per dos grups diferenciats: el primer conformat per un seguit d'edificacions entre mitgeres de planta rectangular alineada al pla de carrer i que consten de planta baixa i pis; i un segon volum definit per una planta en forma d'«L» separada del vial per un espai lliure comú.
Aquest segon grup consta de planta baixa i dos pisos i sembla la part més antiga. Les obertures més antigues, conserven els ampits, brancals i llindes de pedra vista treballada. Altres finestres s'han obert modernament. La façana és coronada per un recreixement del parament on s'observa l'any 1711 pintat.